# Eleutherodactylus audanti
Espèce
Synonymes
- Eleutherodactylus neodreptus Schwartz, 1965

Statut de conservation UICN

 VU B1ab(iii) : Vulnérable
Eleutherodactylus audanti est une espèce d'amphibiens de la famille des Eleutherodactylidae.

## Répartition
Cette espèce est endémique du Sud d'Hispaniola. Elle se rencontre de 800 à 2 500 m d'altitude dans la sierra de Baoruco en République dominicaine et dans le massif de La Selle et le massif de la Hotte à Haïti.

## Description
Les femelles mesurent jusqu'à 25 mm.

## Taxinomie
Eleutherodactylus neodreptus a été placé en synonymie avec Eleutherodactylus audanti par Hedges en 1996.
Eleutherodactylus audanti notidodes et Eleutherodactylus audanti melatrigonum ont été élevées au rang d'espèces.

## Étymologie
Cette espèce est nommée en l'honneur d'André Audant.

## Publication originale
- Cochran, 1934 : Herpetological collections made in Hispaniola by the Utowana Expedition, 1934. Occasional Papers of the Boston Society of Natural History, vol. 8, p. 163-188 (texte intégral).